# Aberdeenský bestiář
Aberdeenský bestiář, který je dnes uložen v Knihovně Aberdeenské univerzity ve Skotsku, je iluminovaný rukopis pocházející z Anglie . Jedná se o bestiář ze 12. století, který je poprvé zmíněn v roce 1542 v inventáři Staré královské knihovny ve Westminsterském paláci. Kvůli podobnostem je často považován za "sesterský" rukopis Ashmolského bestiáře. Často je také zmiňována souvislost mezi starořeckým didaktickým textem Physiologus a Aberdeenskému bestiáři podobnými rukopisy. Informace o původu rukopisu a patronech jsou nepřímé, i když s největší pravděpodobností pochází ze 12. století a byl ve vlastnictví bohatého církevního mecenáše ze severní nebo jižní Anglie.

## Historie
Aberdeenský bestiář spolu s Ashmolským bestiářem považuje profesorka dějin umění Xenia Muratová za "díla různých umělců patřících však do stejného uměleckého prostředí". Kvůli jejich "nápadné" podobnosti jsou často srovnávány a učenci je popsali jako "sesterské rukopisy". Medievalista Montague Rhodes James považoval Aberdeenský bestiář za repliku Ashmolského bestiáře. Podobný názor vyjádřilo i mnoho dalších odborníků na dějiny umění.

### Původ
Původní patron obou bestiářů, Aberdeenského i Ashmolského, byl považován za vysoce postaveného člena společnosti, mohl to být princ, král nebo jiný významný církevní hodnostář či klášter. Jelikož však část týkající se klášterního života, která byla běžně zobrazována v rukopise Aviarium, chybí, zůstává původní patron nejistý a je méně pravděpodobné, že by šlo o člena církve. Aberdeenský bestiář byl po většinu své historie uchováván v církevních a klášterních objektech. V určitém okamžiku se však stal součástí sbírky anglické královské knihovny. V bestiáři lze najít razítko královské knihovny Westminsterkého opatství z doby vlády Jindřicha VIII. Jak král rukopis získal, zůstává neznámé, ale pravděpodobně byl zabaven v blíže neznámém klášteře. Podle opotřebení okrajů stránek se zdá, že rukopis byl hojně čten.
Přibližně v době, kdy se skotský král Jakub I. Stuart stal králem Anglie, byl bestiář předán Marischal College v Aberdeenu ve Skotsku. Rukopis se dochoval ve fragmentárním stavu, protože mnohé iluminace byly jednotlivě odstraněny jako miniatury. Stalo se tak pravděpodobně spíše z osobních, než finančních důvodů. Rukopis se od roku 1542 nachází v knihovně v Aberdeenu ve Skotsku.

## Popis

### Materiál

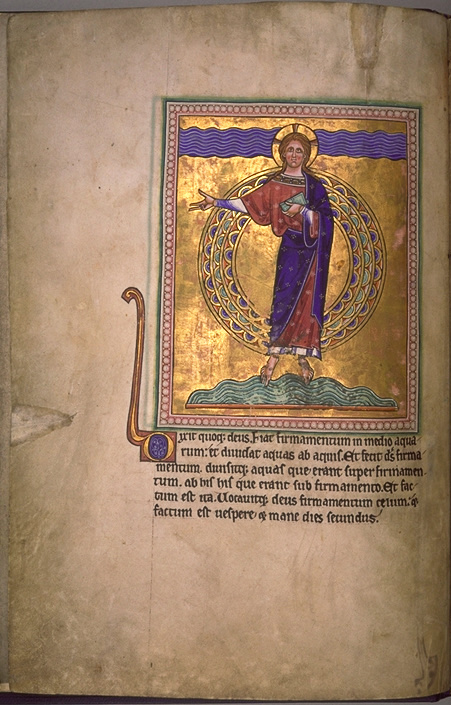
Folio 2 Verso

Aberdeenský bestiář je zlacený, bohatě zdobený rukopis obsahující velké miniatury. Při jeho výrobě byly použity jedny z nejkvalitnějších pigmentů, pergamenů a zlata, které byly v době jeho vzniku známy. Některé části rukopisu, například folio 8 recto, obsahují dokonce zašlé stříbrné listy. Původní patron byl dostatečně bohatý na to, aby si mohl dovolit tyto materiály při výrobě použít, což umělcům a písařům umožnilo svobodu kreativity při tvorbě tohoto rukopisu. Umělci byli profesionálně školeni a experimentovali s novými technikami, například s těžkými a lehkými lazurami, silnými a tmavými linkami a použitím kontrastních barev.
Akvamarínová barva, která se vyskytuje v Aberdeenském bestiáři, v Ashmolském bestiáři použita nebyla. Aberdeenský rukopis je plný filigránových rostlinných motivů a iniciál zdobených plátkovým zlatem. Předpokládá se, že původním místem výroby bylo město Canterbury, které bylo ve 13. století proslulé výrobou luxusních knih.

### Styl

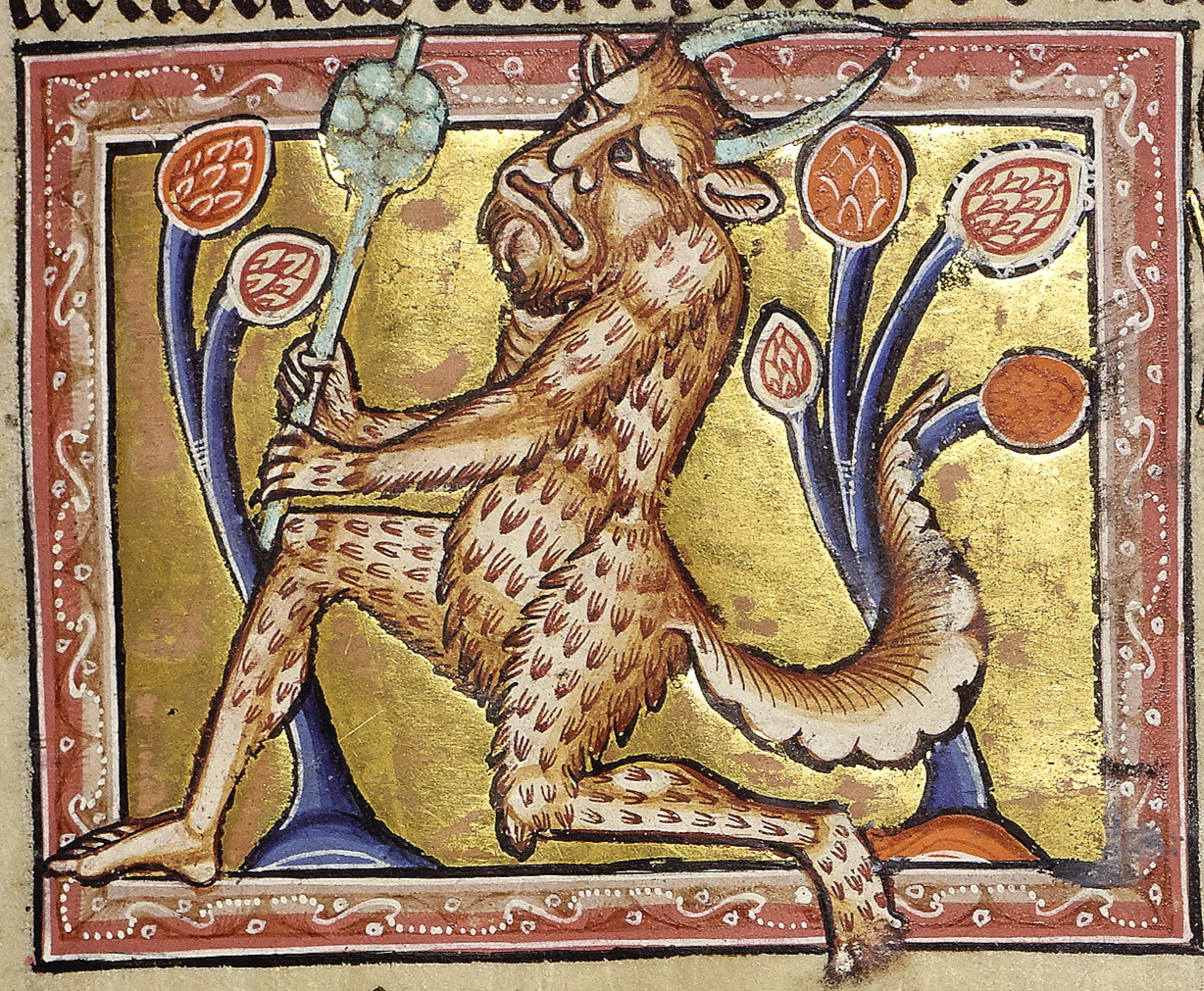
Folio 13 Recto: Satyr

Řemeslná zručnost prokázaná při výrobě Ashmolského i Aberdeenského bestiáře naznačuje podobnost mezi jejich iluminátory i písaři. Vzhledem k jejich stylistické podobnosti a s přihlédnutím ke skutečnosti, že byly vyrobeny z nejlepších materiálů své doby, vědci odhadují, že vznikly přibližně deset let po sobě. Stylisticky si jsou oba rukopisy velmi podobné, ale v Aberdeenském bestiáři jsou iluminace postav objemnější a méně energické, než v Ashmolském bestiáři. Použití barev v rukopisu mohlo mít potenciálně biblický význam, neboť používání barev mělo na počátku 13. století různé významy. Celkový styl vyobrazení lidských postav i použití barev velmi připomíná římskou mozaiku, zejména s důrazem na detail v drapériích. Kruhy a ovály polorealisticky zobrazují zvýraznění v celém rukopise. Způsob, jakým jsou stínována zvířata v románském stylu pomocí pásků k vyjádření objemu a tvaru, se podobá stylu použitému v Bibli z Bury ze 12. století, která vznikla v katedrále Bury St Edmunds. Aberdeenský bestiář také vykazuje stylistické podobnosti s pařížskými žaltáři z Canterbury. Část Aviary se podobá Aviariiu, což je známý klášterní text ze 12. století.
Odchylku od tradičního použití barev lze spatřit ve foliích jako je tygr, satyr a jednorožec, stejně jako v mnoha dalších. Satyr v tomto bestiáři se téměř shoduje se satyrskou částí staršího Worksopského bestiáře. V Aberdeenském bestiáři jsou také malé barevné poznámky, které jsou často k vidění v podobných rukopisech datovaných do období mezi lety 1175 a 1250. Tyto poznámky jsou podobné mnoha dalším poznámkám napsaným po stranách rukopisu a pravděpodobně je vytvořil malíř, aby si připomněl zvláštní okolnosti. Tyto poznámky se v textu vyskytují nepravidelně.

### Iluminace

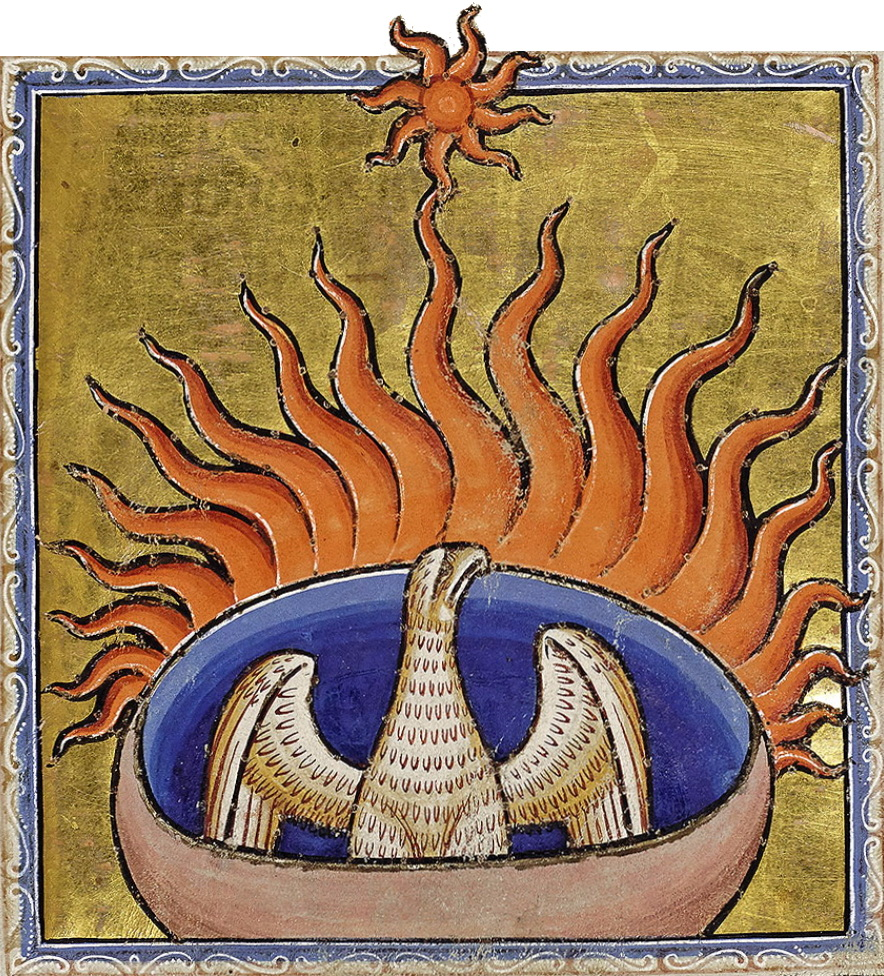
Folio 56 Recto: fénix

Folio strana 1 až 3 recto zobrazuje výjevy z Genesis 1: 1–25, která je v rukopise znázorněna velkou celostránkovou iluminací biblického stvoření světa. Folio 5 recto zobrazuje Adama, který je zobrazen jako velká postava obklopená plátkovým zlatem a tyčící se nad ostatními. Výjev je označen jako "Adam pojmenovává zvířata", čímž začíná kompilace bestiární části rukopisu. Folio 5 verso zobrazuje čtyřnožce, hospodářská zvířata, divoká zvířata a stáda zvířat. Folio 7 až 18 recto zobrazuje velké kočky a další šelmy, jako jsou vlci, lišky a psi. Mnoho stránek od začátku této části, například folio 11 verso s hyenou, má v sobě drobné dírky, které byly pravděpodobně použity k mapování a kopírování předlohy do nového rukopisu. Folio 20 verso až 28 recto zobrazuje hospodářská zvířata, jako jsou ovce, koně a kozy. Na foliu 24 až 25 jsou vyobrazena malá zvířata, jako jsou kočky a myši. Strany 25 recto až 63 recto obsahují vyobrazení ptáků a folia 64 recto až 80 recto zobrazuje plazy, červy a ryby. Folia 77 až 91 verso zobrazují stromy a rostliny a další přírodní prvky, například  přirozenost člověka. Koncová folia rukopisu od folia 93 recto do 100 recto zobrazují kameny a skály.

### Chybějící folia
Na foliu 6 recto bylo pravděpodobně zamýšleno zobrazení lva podobně jak je tomu v Ashmolském bestiáři, ale v tomto případě byly stránky ponechány prázdné, i když jsou zde značky okrajových čar. Na rozdíl od ashmolského bestiáře na foliu 9 verso chybí některé listy, které měly pravděpodobně obsahovat vyobrazení antilopy, jednorožce, rysa, gryfa a části slona. U folia 21 verso se také předpokládá, že chybí dvě iluminace, a to vola, velblouda, dromedára, osla, osla asijského a části koně. Také na foliu 15 recto chybí některé listy, které měly obsahovat krokodýla, mantikoru a části parandra. Tato folia jsou považována za chybějící při srovnání Aberdeenského rukopisu s rukopisem ashmolským a dalšími podobnými bestiáři.

## Obsah
- Folio 1 recto: Stvoření nebe a země (Genesis 1: 1–5)
- Folio 1 verso: Stvoření vody a oblohy (Genesis 1: 6–8)
- Folio 2 recto: Stvoření ptáků a ryb (Genesis 1: 20–23)
- Folio 2 verso: Stvoření zvířat (Genesis 1: 24–25)
- Folio 3 recto: Stvoření člověka (Genesis 1: 26–28, 31, 2: 1–2)
- Folio 5 recto: Adam pojmenovává zvířata (Isidor ze Sevilly, Etymologiae, Kniha XII, i, 1–2)
- Folio 5 verso: Zvířata (Animal) (Isidor ze Sevilly, Etymologiae, Kniha XII, i, 3)
- Folio 5 verso: Čtyřnožci (Quadrupes) (Isidor ze Sevilly, Etymologiae, Kniha XII, i, 5)
- Folio 5 verso: Dobytek (Pecus) (Isidor ze Sevilly, Etymologiae, Kniha XII, i, 5–6)
- Folio 5 verso: Zvířata na nošení břemen (Iumentum) (Isidor ze Sevilly, Etymologiae, Kniha XII, i, 7)
- Folio 5 verso: Stádo (Armentum) (Isidor ze Sevilly, Etymologiae, Kniha XII, i, 8)

### Šelmy(Bestiae)
- Folio 7 recto: Lev (Leo) (Physiologus, Kapitola 1; Isidor ze Sevilly, Etymologiae, Kniha XII, ii, 3–6)
- Folio 8 recto: Tygr (Tiger) (Isidor ze Sevilly, Etymologiae, Kniha XII, ii, 7)
- Folio 8 verso: Leopard (Pard) (Isidor ze Sevilly, Etymologiae, Kniha XII, ii, 10–11)
- Folio 9 recto: Panter (Panther) (Physiologus, Kapitola 16; Isidor ze Sevilly, Etymologiae, Kniha XII, ii, 8–9)
- Folio 10 recto: Slon (Elephans) (Isidor ze Sevilly, Etymologiae, Kniha XII, ii, 14; Physiologus, Kapitola 43; Svatý Ambrož, Hexaemeron, Kniha VI, 35; Gaius Julius Solinus, Collectanea rerum memorabilium, xxv, 1–7)
- Folio 11 recto: Bobr (Castor)
- Folio 11 recto: Ibex (Ibex) (Hugh z Fouilloy, II, 15)
- Folio 11 verso: Hyena (Yena) (Physiologus, Kapitola 24; Solinus, Collectanea rerum memorabilium, xxvii, 23–24)
- Folio 12 recto: Crocotta (Crocotta) (Solinus, Collectanea rerum memorabilium, xxvii, 26)
- Folio 12 recto: Bonnacon (Bonnacon) (Solinus, Collectanea rerum memorabilium, xl, 10–11)
- Folio 12 verso: Opice (Simia)
- Folio 13 recto: Satyr (Satyrs)
- Folio 13 recto: Jelen (Cervus)
- Folio 14 recto: Koza (Caper)
- Folio 14 verso: Koza bezoárová (Caprea)
- Folio 15 recto: Jednorožec (Monoceros) (Solinus, Collectanea rerum memorabilium, lii, 39–40)
- Folio 15 recto: Medvěd (Ursus)
- Folio 15 verso: Leucrotta (Leucrotta) (Solinus, Collectanea rerum memorabilium, lii, 34)
- Folio 16 recto: Parandrus (Parandrus) (Solinus, Collectanea rerum memorabilium, xxx, 25)
- Folio 16 recto: Liška (Vulpes)
- Folio 16 verso: Eale (Eale) (Solinus, Collectanea rerum memorabilium, lii, 35)
- Folio 16 verso: Vlk (Lupus)
- Folio 18 recto: Pes (Canis)

### Hospodářská zvířata(Pecora)
- Folio 20 verso: Ovce (Ovis) (Isidor ze Sevilly, Etymologiae, Kniha XII, i, 9; Svatý Ambrož, Hexaemeron, Knih VI, 20)
- Folio 21 recto: Ovce (Vervex) (Isidor ze Sevilly, Etymologiae, Kniha XII, i, 10)
- Folio 21 recto: Beran (Aries) (Isidor ze Sevilly, Etymologiae, Kniha XII, i, 11)
- Folio 21 recto: Jehně (Agnus) (Isidor ze Sevilly, Etymologiae, Kniha XII, i, 12; Svatý Ambrož, Hexaemeron, Kniha VI, 28)
- Folio 21 recto: Kozel (Hircus) (Isidor ze Sevilly, Etymologiae, Kniha XII, i, 14)
- Folio 21 verso: Kůzle (Hedus) (Isidor ze Sevilly, Etymologiae, Kniha XII, i, 13)
- Folio 21 verso: Kanec (Aper) (Isidor ze Sevilly, Etymologiae, Kniha XII, i, 27)
- Folio 21 verso: Volek (Iuvencus) (Isidor ze Sevilly, Etymologiae, Kniha XII, i, 28)
- Folio 21 verso: Býk (Taurus) (Isidor ze Sevilly, Etymologiae, Kniha XII, i, 29)
- Folio 22 recto: Kůň (Equus) (Isidor ze Sevilly, Etymologiae, Kniha XII, i, 41–56; Hugh z Fouilloy, III, xxiii)
- Folio 23 recto: Mula (Mulus) (Isidor ze Sevilly, Etymologiae, Kniha XII, i, 57–60)

### Malá zvířata(Minuta animala)
- Folio 23 verso: Kočka (Musio) (Isidor ze Sevilly, Etymologiae, Kniha XII, ii, 38)
- Folio 23 verso: Myš (Mus) (Isidor ze Sevilly, Etymologiae, Kniha XII, iii, 1)
- Folio 23 verso: Kuna (Mustela) (Isidor ze Sevilly, Etymologiae, Kniha XII, iii, 2; Physiologus, Kapitola 21)
- Folio 24 recto: Krtek (Talpa) (Isidor ze Sevilly, Etymologiae, Kniha XII, iii, 5)
- Folio 24 recto: Ježek (Ericius) (Isidor ze Sevilly, Etymologiae, Kniha XII, iii, 7; Svatý Ambrož, Hexaemeron, VI, 20)
- Folio 24 verso: Mravenec (Formica) (Physiologus, 12; Svatý Ambrož, Hexaemeron, Kniha VI, 16, 20)

### Ptáci(Aves)
- Folio 25 recto: Pták (Avis)
- Folio 25 verso: Holub (Columba)
- Folio 26 recto: Holubice a jestřáb (Columba et Accipiter)
- Folio 26 verso: Holub (Columba)
- Folio 29 verso: Severní vítr a Jižní vítr (Aquilo et Auster ventus)
- Folio 30 recto: Jestřáb (Accipiter)
- Folio 31 recto: Hrdlička (Turtur)
- Folio 32 verso: Palma (Palma)
- Folio 33 verso: Cedr (Cedrus)
- Folio 34 verso: Pelikán (Pellicanus)
- Folio 35 verso: Kvakoš (Nicticorax)
- Folio 36 recto: Dudek (Epops)
- Folio 36 verso: Straka (Pica)
- Folio 37 recto: Krkavec (Corvus)
- Folio 38 verso: Kohout (Gallus)
- Folio 41 recto: Pštros (Strutio)
- Folio 44 recto: Sup (Vultur)
- Folio 45 verso: Jeřáb (Grus)
- Folio 46 verso: Luňák (Milvus)
- Folio 46 verso: Papoušek (Psitacus)
- Folio 47 recto: Ibis (Ibis)
- Folio 47 verso: Vlaštovka (Yrundo)
- Folio 48 verso: Čáp (Ciconia)
- Folio 49 verso: Kos (Merula)
- Folio 50 recto: Výr (Bubo)
- Folio 50 verso: Dudek (Hupupa)
- Folio 51 recto: Sýček (Noctua)
- Folio 51 recto: Netopýr (Vespertilio)
- Folio 51 verso: Sojka (Gragulus)
- Folio 52 verso: Slavík (Luscinia)
- Folio 53 recto: Husa (Anser)
- Folio 53 verso: Volavka (Ardea)
- Folio 54 recto: Koroptev (Perdix)
- Folio 54 verso: Halcyon (Alcyon)
- Folio 55 recto: Lyska (Fulica)
- Folio 55 recto: Fénix (Fenix)
- Folio 56 verso: Caladrius (Caladrius)
- Folio 57 verso: Křepelka (Coturnix)
- Folio 58 recto: Vrána (Cornix)
- Folio 58 verso: Labuť (Cignus)
- Folio 59 recto: Kachna (Anas)
- Folio 59 verso: Páv (Pavo)
- Folio 61 recto: Orel (Aquila)
- Folio 63 recto: Včela (Apis)

### Hadi a plazi(Serpentes)
- Folio 64 verso: Strom Peridexion (Perindens)
- Folio 65 verso: Had (Serpens)
- Folio 65 verso: Drak (Draco)
- Folio 66 recto: Bazilišek (Basiliscus)
- Folio 66 verso: Regulus
- Folio 66 verso: Vipera (Vipera)
- Folio 67 verso: Zmije (Aspis)
- Folio 68 verso: Scitalis
- Folio 68 verso: Amphisbaena
- Folio 68 verso: Hydra
- Folio 69 recto: Hroznýš (Boa)
- Folio 69 recto: Jaculus (Iaculus)
- Folio 69 verso: Siréna (Siren)
- Folio 69 verso: Seps
- Folio 69 verso: Dipsa
- Folio 69 verso: Ještěr (Lacertus)
- Folio 69 verso: Mlok (Salamandra)
- Folio 70 recto: Saura
- Folio 70 verso: Čolek (Stellio)
- Folio 71 recto: O povaze hadů (De natura serpentium)

### Červy(Vermes)
- Folio 72 recto: Červy (Vermis)

### Ryby(Pisces)
- Folio 72 verso: Ryba (Piscis)
- Folio 73 recto: Velryba (Balena)
- Folio 73 recto: Piloun (Serra)
- Folio 73 recto: Delfín (Delphinus)
- Folio 73 verso: Porcus marinus
- Folio 73 verso: Krokodýl (Crocodrillus)
- Folio 73 verso: Mullus
- Folio 74 recto: Ryba (Piscis)

### Stromy a rostliny
- Folio 77 verso: Strom (Arbor)
- Folio 78 verso: Fíkovník (Ficus)
- Folio 79 recto: Opět o stromech (Item de arboribus)
- Folio 79 recto: Morušovník
- Folio 79 recto: Sycamore
- Folio 79 recto: Líska
- Folio 79 recto: Oříšek
- Folio 79 recto: Mandloň
- Folio 79 recto: Kaštanovník
- Folio 79 recto: Dub
- Folio 79 verso: Buk
- Folio 79 verso: Rohovník
- Folio 79 verso: Pistácie
- Folio 79 verso: Borovice
- Folio 79 verso: Borovice
- Folio 79 verso: Jedle
- Folio 79 verso: Cedr
- Folio 80 recto: Cypřiš
- Folio 80 recto: Jalovec
- Folio 80 recto: Platan
- Folio 80 recto: Dub
- Folio 80 recto: Jasan
- Folio 80 recto: Olše
- Folio 80 verso: Jilm
- Folio 80 verso: Topol
- Folio 80 verso: Vrba
- Folio 80 verso: Vrba
- Folio 80 verso: Zimostráz

### Přirozenost člověka(Natura hominis)
- Folio 80 verso: Isidorus o povaze člověka (Ysidorus de natura hominis)
- Folio 89 recto: Isidorus o částech lidského těla (Ysidorus de membris hominis)
- Folio 91 recto: Věk člověka (De etate hominis)

### Kameny(Lapides)
- Folio 93 verso: Kámen nesoucí oheň (Lapis ignifer)
- Folio 94 verso: Diamant (Lapis adamas)
- Folio 96 recto: Myrmecoleon (Myrmecoleon)
- Folio 96 verso: Verš (Versus)
- Folio 97 recto: Kámen v základech zdi (Lapis in fundamento muri)
- Folio 97 recto: První kámen, jaspis
- Folio 97 recto: Druhý kámen, safír
- Folio 97 recto: Třetí kámen, chalcedon
- Folio 97 verso: Čtvrtý kámen, smaragd
- Folio 98 recto: Pátý kámen, onyx
- Folio 98 recto: Šestý kámen, karneol
- Folio 98 verso: Sedmý kámen, chryzoberyl
- Folio 98 verso: Osmý kámen, beryl
- Folio 99 recto: Devátý kámen, topaz
- Folio 99 verso: Desátý kámen, chryzopras
- Folio 99 verso: Jedenáctý kámen, zafír
- Folio 100 recto: Dvanáctý kámen, ametyst
- Folio 100 reto: O účincích kamenů (De effectu lapidum)

## Fotogalerie

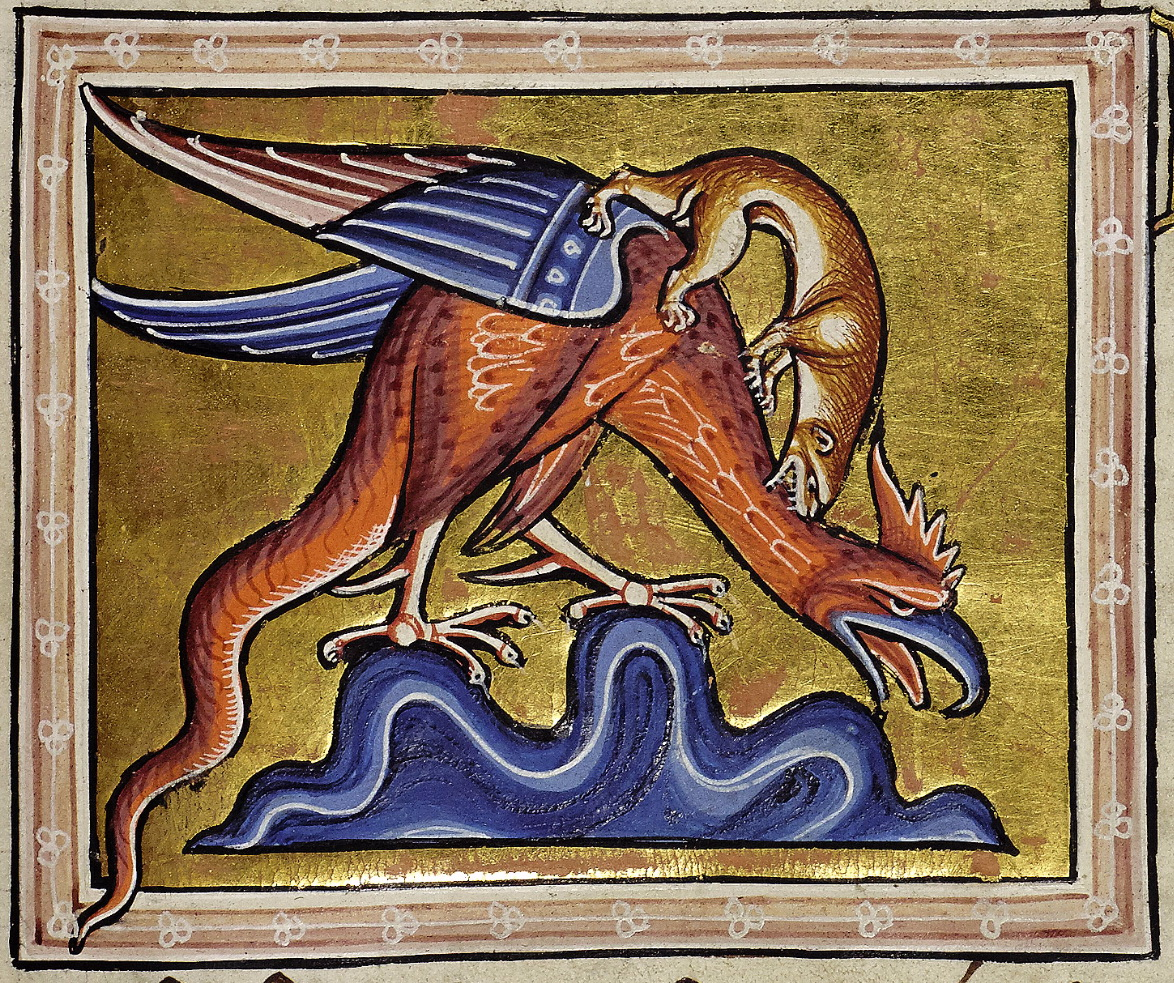
Folio 66 Recto: Bazilišek
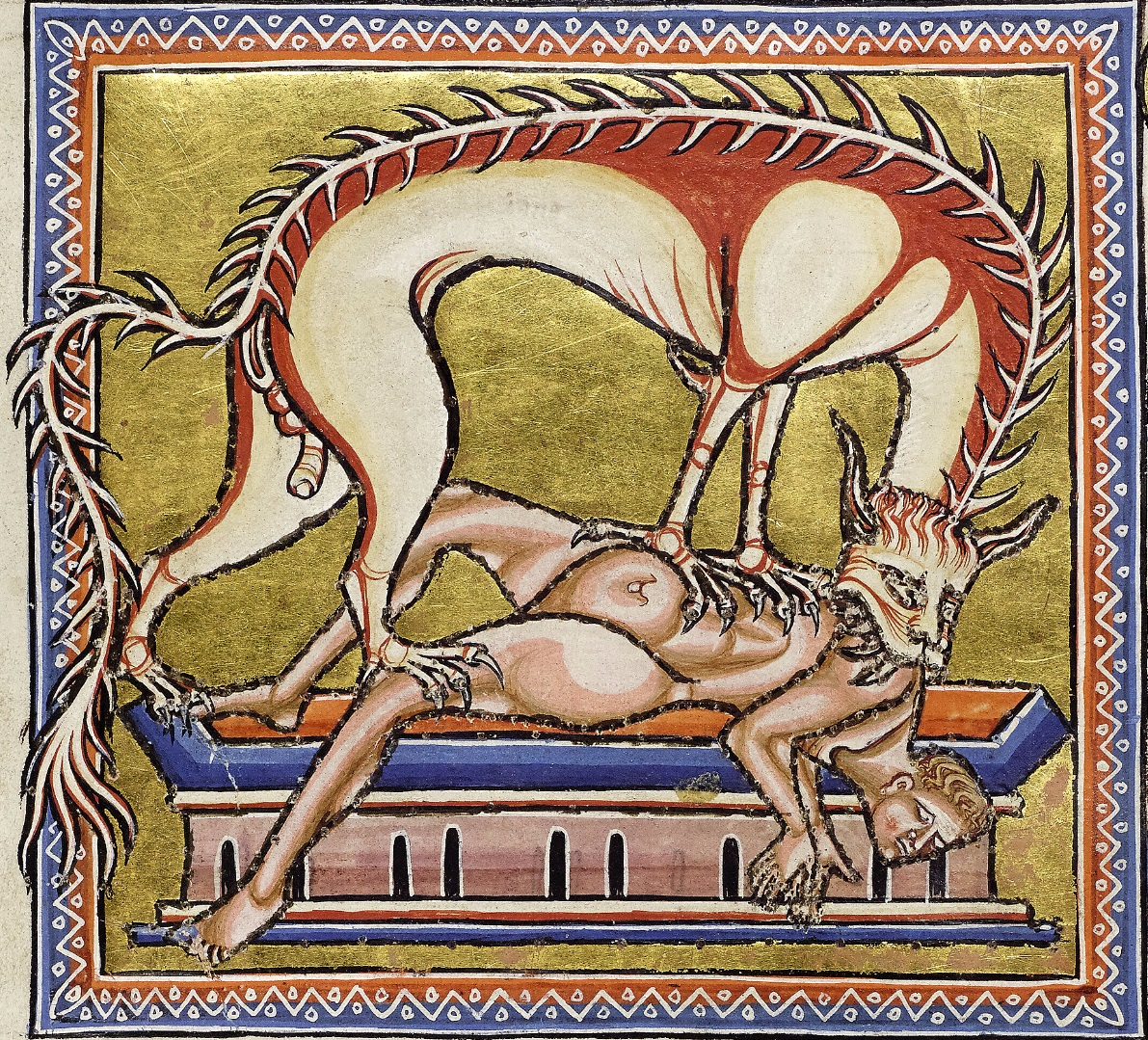
Folio 11 Verso: Hyena
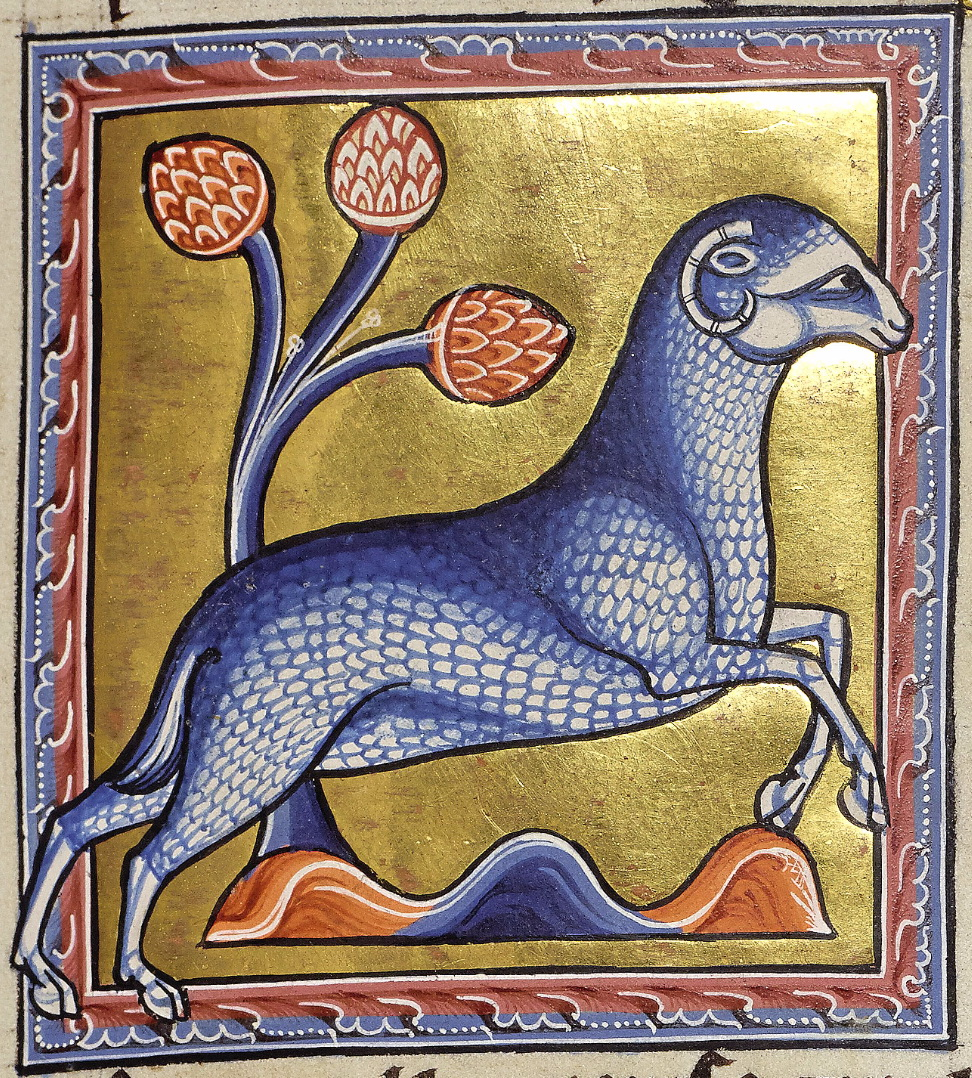
Folio 21 Recto: Beran
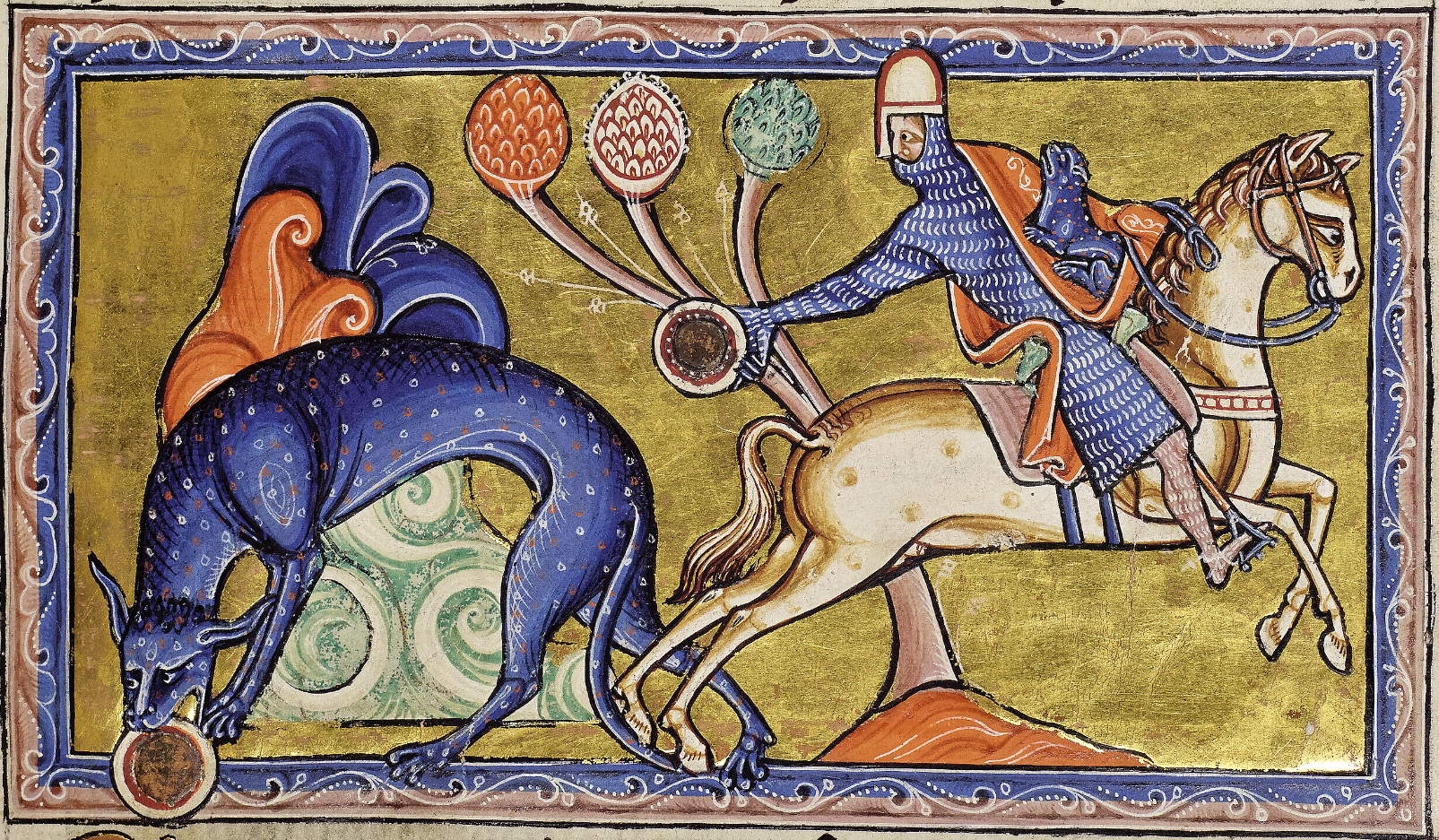
Folio 8 Recto: Tygr
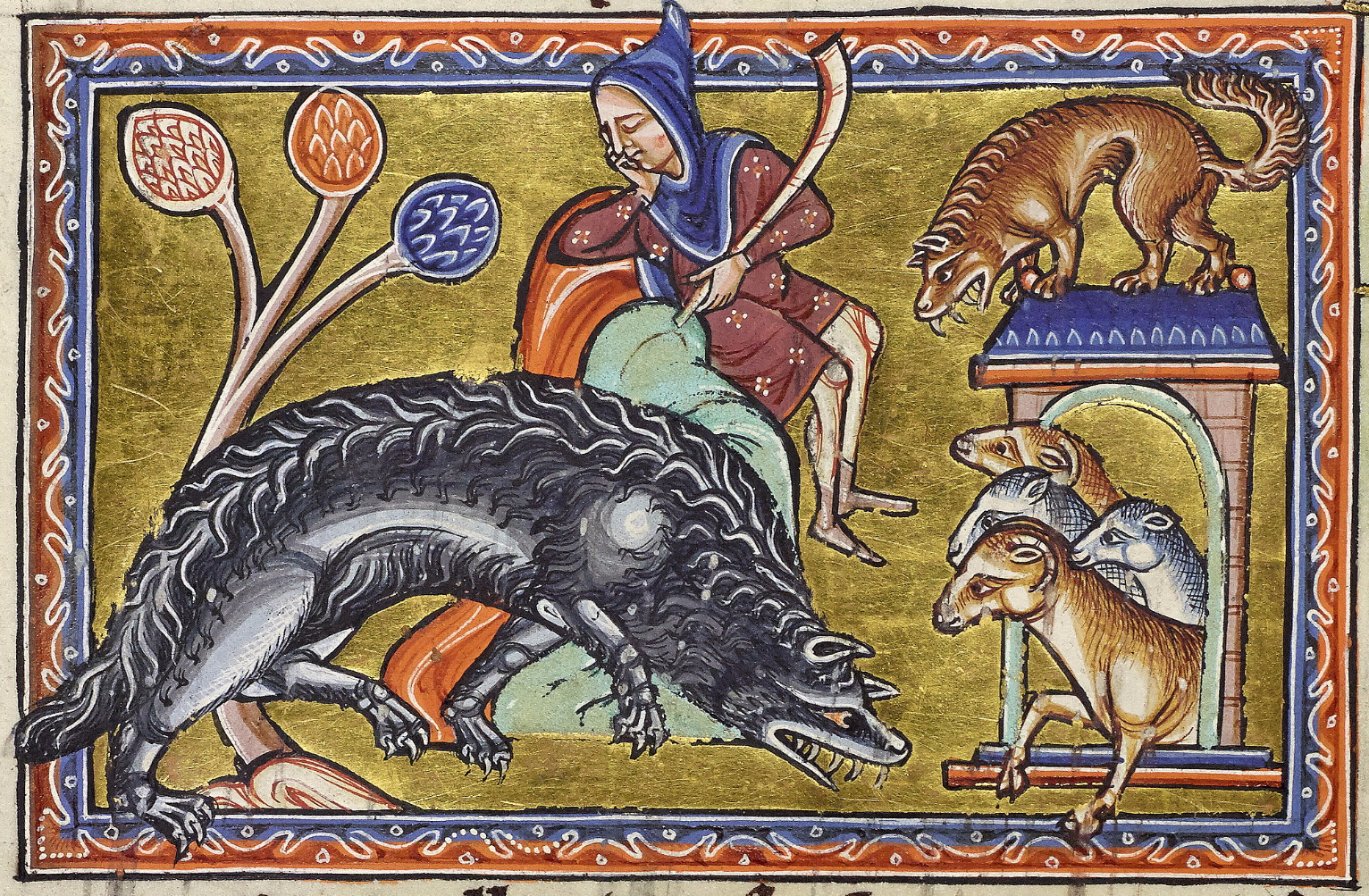
Folio 16 Verso: Vlk